# Weergave van Seëm
De Weergave van Seëm, ook wel de Parafrase van Seëm, is een gnostisch geschrift, dat in een Koptische vertaling onderdeel was van de vondst van de Nag Hammadigeschriften in 1945. Er moet een oorspronkelijk Griekse tekst zijn geweest, maar daar is nooit iets van gevonden.
Het is een van de langste teksten die bij Nag Hammadi zijn gevonden. Het is tevens ook een van de meest gecompliceerde teksten, die zeer moeilijk te doorgronden is. Er zijn op het vakgebied dan ook een aantal onderling afwijkende interpretaties van de tekst. Er zijn auteurs die de Seëm van dit geschrift hebben geïdentificeerd met Seth. In het Bijbelboek Genesis is Seth de derde zoon van Adam en Eva, na Kaïn en Abel. Die identificatie was gebaseerd op een door Hippolytus (overleden omstreeks 235) geschreven tekst waarin hij melding maakte van het bestaan van een geschrift met de naam Parafrase van Seth. In dit laatste geschrift gaat de tekst uit van dezelfde drie oerprincipes van de werkelijkheid: Licht, Duisternis en Geest, als in de Weergave van Seëm. Hyppolytus meldde dat de Parafrase van Seth zou behoren tot de literatuur van de gnostische stroming, die bekend staat als het sethianisme.
Andere auteurs hebben Seëm geïdentificeerd met Sem, in Genesis de oudste zoon van Noach. Een aantal publicaties hanteert dan ook een titel met vermelding van deze Sem. Een aantal auteurs acht dat buitengewoon onwaarschijnlijk. In alle bekende Griekse vertalingen van het Oude Testament wordt Sem altijd als  Sẽm geschreven en nooit met een opeenvolging van de Griekse èta en epsilon als Seẽm. Seëm wordt in de tekst van het handschrift ook benoemd als de eerste die op aarde ontstond.
De auteur van de Weergave van Seëm hanteert een aantal voorstellingen die aan het Oude Testament en een enkele die aan het Nieuwe Testament is ontleend. Er is op het vakgebied echter ook verschil van opvatting over de christelijke invloed op het geschrift. Een aantal auteurs acht die zeker aanwezig, andere auteurs achten die vrijwel nihil.
De Weergave van Seëm is in zeker opzicht afwijkend van alle andere bij Nag Hammadi gevonden teksten. Er wordt een van alle andere teksten volstrekt afwijkend mythologische constructie gecreëerd. Die constructie wordt verteld in beelden waarin natuurverschijnselen worden gepersonifieerd en waarin die vaak sterk seksueel gekleurde namen hebben. De wolken waarin de Natuur zich opdeelt hebben bijvoorbeeld namen als Maagdenvlies en Nageboorte. Er is sprake van een goddelijke gestalte met de naam Moederschoot.
Op het vakgebied is er wel consensus dat de beelden van de tekst overeenkomsten hebben met literatuur van het manicheïsme. Dat wijst op een ontstaan van de oorspronkelijk Griekse tekst van de Weergave van Seëm in een culturele context waaruit ook het manicheïsme is voortgekomen. De aanname is dat de tekst in de derde eeuw in het oosten van het huidige Syrië moet zijn ontstaan.

## Essentie van de inhoud
De tekst is een openbaring aan Seëm van een goddelijke gestalte met de naam Derdekeas, die de zoon van het onvergankelijke, grenzeloze Licht  wordt genoemd. Derdekeas vertelt over het ontstaan van de wereld van de chaos en over zijn eigen rol als Verlosser.
In het begin waren er drie oerprincipes. Er was Licht en Duisternis en tussen hen in was Geest (Pneuma). Een deel van de Geest valt in de Duisternis en verlicht het nous (bewustzijn) dat zich daarin bevindt. Duisternis realiseert zich zijn inferioriteit en richt zijn aanval op Geest, omdat Duisternis zich niet bewust is van het bestaan van het Licht. Pas nadat Duisternis acties onderneemt wordt deze bekend met Licht. Die acties van Duisternis worden beschreven in vaak seksuele termen. In de tekst wordt seksualiteit vereenzelvigd met het kwade. De tekst roept dan ook onder meer op tot een vorm van encratisme, een rigoureuze vorm van ascese.
Derdekeas daalt af in de Duisternis om de pneumatische lichtdelen te redden. De poging tot verlossing brengt de noodzaak van de schepping van de wereld met zich mee. Er worden ook kwade krachten gecreëerd, waarvan de Natuur de belangrijkste is. De Natuur tracht Seëm en zijn volgelingen te vernietigen door een zondvloed, maar Derdekeas weet een toren te creëren waarop zij zich in veiligheid kunnen brengen. De vernietiging van het ook in de tekst bij naam genoemde Sodom door een storm van vuur en zwavel is een tweede poging van de Natuur om het ras van Seëm te laten verdwijnen.
Derdekeas heeft intussen een aardse gestalte aangenomen door zich te verenigen met een demon met de naam Soldas. In de tekst is sprake van een mogelijke doop door water van Soldas door een andere demon. De Verlosser keert zich echter hevig tegen het idee van een doop en de notie dat daarmee zonden zouden worden weggewassen. Sommige auteurs zien hierin een verwijzing naar de doop van Jezus door  Johannes de Doper, andere auteurs bestrijden dat of zien hierin meer een veroordeling van baptistische sekten als de Elchasaieten in het oosten van Syrië, waar deze tekst vermoedelijk is ontstaan. Hierna volgt een van de meest onduidelijke passages in de tekst. Enkele auteurs menen dat hierin de Verlosser gekruisigd wordt. Andere auteurs bestrijden dit en vertalen die passage heel verschillend.
Aan het eind van de tekst stijgt Derdekeas weer op naar het domein van het Licht. Hij waarschuwt Seëm dat het kwaad van de Natuur nog niet geweken is, maar dat er voor diegenen die het juiste geloof hebben en dat ook naleven er op den duur een land zal zijn dat zorgenvrij is en in harmonie verkeert.